# Bathmocercus
Bathmocercus là một chi chim trong họ Cisticolidae.